# 舊土庫第一市場
23°40′34″N 120°23′28″E / 23.676115°N 120.390985°E
舊土庫第一市場，又稱順天市場，位於臺灣雲林縣土庫鎮順天里土庫順天宮前，列歷史建築。

## 歷史
1900年，臺灣總督府訂定市場需公營化後，1903年在土庫順天宮前建立順天市場（土庫第一市場）。1953年2月18日，市場火災，重建成今日的檜木架構屋頂二層透氣式建築。
2012年10月初，土庫新市場落成啟用後，鎮民代表陳皇民以二百多名住戶連署陳情書，要求鎮公所拆除舊市場。謝永輝、沈宗隆、張源鍾前後三任土庫鎮長，一致主張拆除。該月，退休教師黃秋仙返回土庫老家為母親慶生時，見到舊市場已被圍住要拆除作停車場，開始發傳單呼籲保存。2013年春節，黃秋仙趁土庫旅外人士返鄉過年，從早至晚在土庫順天宮前呼籲保存，引起民眾注意。像是虎尾科技大學教師、土庫人謝淑惠就支持保存，表示市中心建停車場有違環保。
支持保留者組成了搶救市場自救會，提報列為縣定歷史建物。2013年4月初，雲林縣古蹟審議委員會以八比一壓倒性票數通過列為歷史建物。此舉引起鎮長張源鐘、順天宮主委謝俊煌、縣議員沈宗隆、前立委張麗善反對，在舊市場抗掛起抗議布條，要求縣府同意解編拆除。鎮長候選人黃財福則支持保留活化，允諾當選後整修市場搭配歐式小攤舖。
政府投入超過三千萬進行順天市場修復及週邊環境整建，分作兩期工程。2014年11月8日，修復開工時，開設藥局的無黨籍鎮長候選人陳慶峰衝入說明會場，指責縣府獨裁。整修時間，2015年5月30日，雲林科技大學教授蘇明修、建築師陳智宏、監造人員馬智獻帶領前縣長蘇治芬等人導覽。修復後，於2018年10月27日開辦文創市集。
2020年中華民國總統選舉期間，總統候選人蔡英文曾來此舉行支持者座談會。

## 外部連結
- 舊土庫第一市場的Facebook專頁